# Fritz Perls
Friedrich Salomon Perls, známý jako Fritz Perls (8. července 1893, Berlín – 14. března 1970, Chicago) byl americký psycholog německo-židovského původu, zakladatel tzv. gestalt terapie.

## Gestalt terapie
Gestalt terapii Perls vyvinul spolu se svou ženou Laurou a opřel se v ní zejména o fenomenologii, existencialismus, holismus, východní filozofie a údajně i směry jako teorie systémů. Nelze ji slučovat s gestalt psychologií, z níž vychází jiná terapeutická technika formulovaná zejména Hans-Jürgenem Walterem. Z Gestalt psychologie nicméně Perls přijal koncept "pole" Kurta Lewina (který říká, že člověk je velmi úzce spojen se svým prostředím a jeho psychický stav nelze bez analýzy prostředí pochopit). Gestalt terapie je založena na poznávání a vyjadřování svých vnitřních stavů a emocí "tady a teď", odmítá přitom spekulovat o jejích příčinách. Gestalt terapie se stala populární zejména v 60. letech 20. století, kdy splynula s duchem doby a stala se součástí širších snah o "humanizaci" a "odautoritářštění" psychiatrie, psychologie a vědy vůbec.

## Život
Perls byl v mládí v kontaktu s berlínskou uměleckou avantgardou, zejména s expresionisty a dadaisty, a i to ho při formulování základů gestalt terapie silně ovlivnilo, jeho terapeutické techniky mají blízko k experimentálnímu divadlu, psychodramatu a hře. Ve dvacátých letech podstoupil psychoanalytický výcvik u Wilhelma Reicha a i jeho pojetí zdraví jakožto schopnosti plně prožívat (svou sexualitu) Perlse silně ovlivnilo (s Freudem, s nímž se setkal roku 1936, si ovšem neporozuměli). Protože on i jeho žena Laura (rozená Posnerová) byli Židé, odešli ve 30. letech z Německa do Jižní Afriky, kde se Perls setkal s představitelem holismu Janem Smutsem. V Jižní Africe také vydal svou první knihu Ego, Hunger, and Aggression (1942). Po válce přesídlil do New Yorku, kde začal úzce spolupracovat se spisovatelem a anarchistou Paulem Goodmanem, s nímž napsal svou druhou knihu, která již nesla název Gestalt Therapy, a v níž se pokusili formulovat novou psychoterapeutickou techniku. Kniha vyšla roku 1951. Goodman vnesl do rodícího se směru myšlenky Lewinovi a také Otto Ranka. Perls pak ve svém bytě na Manhattanu založil první gestaltterapeutický institut a objížděl Spojené státy s výcvikovými programy. V 60. letech se Perlsovi přestěhovali do Los Angeles a Perls začal pracovat v alternativním institutu Esalen, který měl velký vliv na atmosféru 60. let v Kalifornii. Institut se zaobíral i v té době hodně módním zen-buddhismem a Perls tak začlenil některé zenbuddhistické techniky do gestalt terapie, zejména koncept satori. Pobýval dokonce nějaký čas v zenbuddhistickém klášteře v Japonsku. Roku 1969 se Perls přestěhoval do Kanady. Zemřel při své cestě do Chicaga.

## České překlady
- PERLS, Frederick S. Gestalt terapie doslova. Praha: Portál, 2022. 344 s. ISBN 978-80-262-1861-6.
- PERLS, Frederick; HEFFERLINE, Ralph F; GOODMAN, Paul. Gestalt terapie. Praha: Triton, 2004. 494 s. ISBN 80-7254-507-8.